# Dienst Verkeerskunde
De Dienst Verkeerskunde was van 1 mei 1971 tot 1 januari 1993 een landelijke dienst van Rijkswaterstaat, die was belast met het opbouwen en onderhouden van centrale kennis op het gebied van de verkeerskunde, sedert 1963 een nieuw vakgebied, dat de theoretische achtergronden van de ontwikkelingen in het verkeer trachtte te doorgronden. Met het vertrek van alle water gerelateerde taken van de Algemene Dienst naar andere specialistische diensten was de naamswijziging van Algemene Dienst in Dienst Verkeerskunde meer een bevestiging van de feitelijke ontwikkeling dan een nieuwe taakontwikkeling. In 1993 werd de naam van de dienst gewijzigd in Adviesdienst Verkeer en Vervoer (AVV); in 2007 werd de rol ervan gewijzigd en werd de naam veranderd in RWS Dienst Verkeer en Scheepvaart (DVS).
Bij de reorganisatie van april 2013 werd de dienst samengevoegd met de Waterdienst. Hieruit ontstond de kaderstellende dienst voor Rijkswaterstaat, genaamd RWS Water, Verkeer en Leefomgeving.

## Geschiedenis van de organisatie
Nadat in 1959 de directie Waterhuishouding en Waterbeweging was opgericht, bestonden de activiteiten van de opnieuw ingestelde Algemene Dienst vooral uit het doen verrichten van verkeerstellingen en het analyseren van de ontwikkelingen. De explosieve aanwas van het autoverkeer en de daaraan gekoppelde groei van het net van autosnelwegen maakten een sterke ontwikkeling van het aandachtsgebied verkeerskunde noodzakelijk. In het buitenland deden zich soortgelijke ontwikkelingen voor.

#### Dienst Verkeerskunde
De Dienst Verkeerskunde was aanvankelijk – net als de Algemene Dienst waaruit hij was voortgekomen – gevestigd in Den Haag in het Rijkswaterstaatsgebouw aan de Koningskade 4, waar ook de beleidsafdelingen zaten. Deze huisvesting illustreerde de nauwe banden, die er met het beleid van de ontwikkeling van het autosnelwegennet bestonden. De dienst ontwikkelde een set richtlijnen, waaraan de nieuwe wegen moesten voldoen (de ROA en RONA-richtlijnen, Richtlijnen voor Ontwerp en Aanleg van Autosnelwegen, respectievelijk van Niet-Autosnelwegen).
Ook werden de werkzaamheden van de afdeling van de Directie Wegen, die verantwoordelijk was voor de landschappelijke inpassing en geluidshindermaatregelen, bij de opheffing van die directie begin 1972 overgebracht naar de Directie Verkeerskunde.
Aanvankelijk richtte de dienst zich uitsluitend op het wegverkeer, maar omstreeks 1980 is er ook een afdeling Scheepvaart aan de dienst toegevoegd.
Begin jaren negentig van de 20e eeuw werden meer en meer beleidstaken van het centrale apparaat van Rijkswaterstaat (de Hoofddirectie van de Waterstaat) overgeheveld naar de zogenaamde Beleidskern van het ministerie van Verkeer en Waterstaat, onder meer naar de directoraten-generaal (DGV) voor het Verkeer en naar Scheepvaart en Maritieme Zaken (DGSM) en werd Rijkswaterstaat meer en meer uitvoeringsorganisatie. Het aandachtsveld van de Dienst Verkeerskunde verlegde zich daardoor deels naar de Beleidskern. Om dit ook in de naam tot uiting te laten komen werd op 1 januari 1993 de naam gewijzigd in:

#### Adviesdienst Verkeer en Vervoer
Het taakgebied wijzigde niet na de naamswijziging. Ook niet toen in 2004 aan de naam van alle Rijkswaterstaatsdiensten "Rijkswaterstaat" werd toegevoegd.
Dit gebeurde wel toen het advies van Herman Wijffels over de "Grote Technologische Instituten" door het ministerie werd overgenomen. De kennisfunctie binnen Rijkswaterstaat werd samengevoegd met WL-Delft Hydraulics, GeoDelft en delen van TNO-Bouw en Ondergrond in een nieuw instituut Deltares. De opdrachtgeversrol voor het onderzoek bleef wel bij Rijkswaterstaat. Voor de watersector werd deze ondergebracht in de Waterdienst en voor de sector Verkeer en Scheepvaart bij de Dienst Verkeer en Scheepvaart.

#### Rijkswaterstaat Dienst Verkeer en Scheepvaart
De Dienst Verkeer en Scheepvaart is – als gevolg van de implementatie van de adviezen van de Commissie Wijffels – in oktober 2007 ontstaan uit de Adviesdienst Verkeer en Vervoer en delen van de Dienst Weg- en Waterbouwkunde. 
Bij de reorganisatie van Rijkswaterstaat begin 2013 zijn deze taken op 1 april 2013 samen met de kaderstellende taken van de Waterdienst samengevoegd tot een nieuwe dienst: RWS Water, Verkeer en Leefomgeving.